# Ванпуль, Альбер
Альбер Ванпуль (фр. Albert Vanpoulle, 24 мая 1939, Лилль, Франция) — французский хоккеист (хоккей на траве), нападающий.

## Биография
Альбер Ванпуль родился 24 мая 1939 года во французском городе Лилль.
Учился стоматологии в Лилле.
Играл в хоккей на траве за «Камбре», затем перебрался в «Лион». В его составе трижды выигрывал чемпионат Франции по хоккею на траве (1964—1966) и по индор-хоккею (1970—1971, 1974), два раза побеждал в Кубке Франции.
В 1960 году вошёл в состав сборной Франции по хоккею на траве на Олимпийских играх в Риме, занявшей 10-е место. Играл на позиции нападающего, провёл 5 матчей, мячей не забивал.
В 1968 году вошёл в состав сборной Японии по хоккею на траве на Олимпийских играх в Мехико, занявшей 10-е место. Играл на позиции нападающего, провёл 5 матчей, забил 1 мяч в ворота сборной Австралии.
В течение карьеры с 1958 года провёл за сборную Франции более 60 матчей.
Завершил игровую карьеру в 1981 году.
В течение 15 лет входил в руководство «Лилля».